# Phyllobrostis calcaria
Phyllobrostis calcaria là một loài bướm đêm thuộc họ Lyonetiidae. Nó là loài duy nhất được tìm thấy ở Pretoria.
Sải cánh dài khoảng 13.5 mm đối với con đực.